# ガルヴ・マク・スタルン
ガルヴ・マク・スタルン (アイルランド語: Garb mac Stairn; Garbh, Gharbh, Garibh Mac-Starn) は、アルスター伝説に登場する、アイルランドを侵す異国の戦士。ジェイムズ・マクファーソン作のオシアン詩集のスワランのモデルとされている。
ガルヴは、アイルランド古期文学には登場せず、近世(17世紀?)以降の散文物語や詩歌 (ドゥアン duan）にのみ登場する。その代表作品例にはスコットランド伝承も含まれる。ガルヴの出身地はロホリン（北欧）だとも解説されるが、スコットランドの西ハイランドの諸島の詩歌では、東方の地(スコットランド・ゲール語: Tìr shoir)やエスレ(スコットランド・ゲール語: Esraidh)だとしている。
マクレーン編「ガルヴ・マク・スタルンの詩歌」(Duan a' Ghairbh Mhic Stairn. 全33詩節)は、二つのテキストの合成であるが、冒頭からマクファーソン作『フィンガル　第一の歌』に近似している。あらすじは、次のとおりである:
見張りについている門番(dorsair)が、王都タラの諸将たちよ起きよ！と声を上げ、外国(スコットランド・ゲール語: allmharach)の艦隊の襲来を告げる。コナル・ケルナハ王 (Connall Cearnach)は、味方の船団だろうと言って、これを嘘つき呼ばわりする。(この詩では、エデルスコルの息子でアイルランドの上王という設定であり、通常なじみあるアマルギンの息子の勇士コナル・ケルナハではない)。だがしかし、外国の勇士はじっさいに門におり、エリンの男どもからやすやすと、年貢金を払う誓約を取り立ててやる、とうそぶいている。この戦士は巨人であり、東方の地でのその戦いぶりが言い伝えられると、コナル王は、自分が武技は不得手なので対決すまい、と尻込みした。メイヴ女王は、そんなやつは招き入れるなと意見したが、王は、一人をもてなす器量もないと言いふらされたくないと、巨人ガルヴを招き、百人前の料理がエスレの勇者にふるまわれた。王が指揮権をゆだねたブリフデン(Brichdean)（ ≒ブリクリウはひねくれた性格で、客人が身代金を奪える人質らは紹介してしんぜようと言って勇士の名を列挙する。名指された者たちが、外国の勇士の前に連れて行かれる。ガルヴはしかし、クーフリンに降伏させねば船で去りゆくなどできぬと言う。むろん英雄クーフリンは承服せず、七日七晩、剣と盾をぶつけあい対決したのち、ついに相手の盾を破り、ガルヴの首を刎ねる。
ガルヴ・マク・スタルンは、サウス・ウイスト島の農夫が諳んじて筆記された『クアルンゲの牛捕り』の民間伝承版にも登場する。
また、キャンベルが収集した西ハイランド民話の一例では、ガルヴ・マク・スタルンは、近辺に住む巨人であるが、 これが所持する、良質の淡い色の雄牛を、クーフリンが盗もうとたくらむ。クーフリンは、牛飼い(herd)に変装してガルヴの女のベッドにもぐりこみ、赤児と間違えられながらガルヴに狼藉を働く滑稽話である。。また、これとよく似た民話の例をマクベインが出例しているが、そちらではフィンの妻の寝床にガルヴ＝マク＝スタルンがもぐりこんで嬰児のふりをする。いずれの話例でも、牛をめぐり両者が角をつかんで引っ張り合いになり、牛がまっぷたつに裂けてしまう。